# Hochland-Bürstenmaus
Die Hochland-Bürstenmaus (Abeomelomys sevia) ist eine Nagetierart aus der Gruppe der Altweltmäuse (Murinae). Manchmal wird sie auch in die Gattung Pogonomelomys eingeordnet.
Der wissenschaftliche Gattungsname ist aus dem lateinischen Wort abeo (sich entfernen) und dem Gattungsnamen der Mosaikschwanzratten (Melomys) zusammengesetzt. Er weist auf die Unterschiede zwischen den Gattungen hin. Der Artzusatz ist der Name eines geografischen Ortes.
Diese Nagetiere erreichen eine Kopfrumpflänge von 11 bis 14 Zentimetern, eine Schwanzlänge von 14 bis 19 Zentimetern und ein Gewicht von 55 bis 65 Gramm. Ihr Fell ist lang und dicht, es ist an der Oberseite rötlichbraun und an der Unterseite grau gefärbt. Der Kopf ist kurz, der Schwanz ist relativ lang.
Die Art lebt auf Neuguinea, ihr Lebensraum sind bewaldete Gebirgsregionen im Nordosten der Insel. Am häufigsten ist sie in Höhen über 2000 Metern, sie kommt bis in 3100 Meter Seehöhe vor. Die Tiere leben einzelgängerisch, sie können gut klettern und halten sich häufig auf den Bäumen auf. Zum Schlafen ziehen sie sich in selbstgemachte Nester zurück, die sich in Baumhöhlen oder am Boden befinden.
Es sind keine größeren Bedrohungen bekannt, die Art ist laut IUCN „nicht gefährdet“ (least concern).
Systematisch ist die Art Teil der Pogonomys-Gruppe, einer vorwiegend auf Neuguinea beheimateten Radiation der Altweltmäuse.